# James Steen
James J. Steen (født 19. november 1876, død 25. juni 1949) var en amerikansk vandpolospiller, som deltog i OL 1904 i St. Louis.

## Idrætskarriere
Steen var medlem af New York Athletic Club og spillede på denne klubs vandpolohold. I vandpoloturneringen ved OL i St. Louis deltog kun tre hold, alle fra USA; et tysk hold forsøgte også at stille op, men blev afvist, fordi de ikke kom fra samme klub. De tre deltagende hold var New York AC, Missouri AC og Chicago AA. Chicago gik direkte i finalen, mens New York og Missouri spillede en semifinale, hvor førstnævnte vandt 5-0. I finalen den følgende dag vandt New York 6-0 over Chicago og blev dermed olympiske mestre. New York-holdet bestod af David Bratton, Budd Goodwin, Lou Handley, Joe Ruddy, David Hesser, George Van Cleaf og James Steen.

## Videre karriere
Steen kæmpede som en del af det 22. regiment i den spansk-amerikanske krig i 1898. Han kom senere til at arbejde som forsikringsmægler.